# Pohled katolické církve na pohlavní styk
Podle učení katolické církve je pohlavní styk považován za Boží dar manželům, dobro, které je zdrojem velké radosti a velkého potěšení.

## Hřích
Nový pohled na lásku uvnitř manželského svazku se začal propagovat ze strany katolické církve po Druhém vatikánském koncilu, který probíhal mezi lety 1962-1965. Až do druhého Vatikánského koncilu hlavním účelem manželství bylo plození dětí a každý sexuální akt, který tomuto účelu neodpovídal, byl považován za hříšný. Jako jiná dobra je ho však nutno užívat správným způsobem. Jako takový má dvě složky, které nelze násilně oddělovat: složku spojivou a složku plodivou. Za hříšné chování je pak považovaný pohlavní styk, který některou ze dvou složek násilně odmítá či jinak narušuje.
| „ | Sám Stvořitel … stanovil, aby při naprostém tělesném sebedarování manželé zakoušeli rozkoš a uspokojení jak tělesné, tak duchovní. A proto se manželé nedopouštějí ničeho zlého, když o takovou rozkoš usilují a když se jí oddávají. Přijímají to, co pro ně Stvořitel chtěl. Nicméně manžele mají umět zůstávat v mezích své umírněnosti. | “ |

Církev tedy netvrdí, že pohlavní styk je mravně přípustný pouze za účelem zplození potomka, ač se v historii v katolickém prostředí tyto názory také vyskytovaly. Vidí ho jako vzájemné spojení dvou základních principů – sebedarování a plození, z nichž se žádný nemá vylučovat. Toto sebedarování pak musí být úplné, definitivní, které se uskutečňuje v manželství. Tzv. volnou lásku církev odmítá. Církev zároveň označovala za heretické ty skupiny, které sexuální život odmítaly jako hřích. Celibát je chápán jako dobrovolné zřeknutí se určitého dobra (v tomto případě manželství a tedy i sexu) pro dobro vyšší. Mluví-li se o tzv. čistotě, myslí se tím způsob žití v souhlasu s mravními požadavky sexu. Rozlišují se tedy tři druhy čistoty: panenská, manželská a vdovská. Žádný z těchto druhů by neměl být vychvalován na úkor jiného.

## Smilstvo
Smilstvo je pohlavní styk mezi osobami, které neuzavřely platné manželství (jsou-li členy církve, pak svátostné manželství). Podle nauky takové chování odmítá naprosté sebedarování osob, protože se sobě nezavázaly slibem na celý život, a proto není správné, aby spolu sexuálně žily. Např. v apoštolské exhortaci Jana Pavla II. Familiaris consortio je toto deklarováno následovně: „Sexualita, při níž se muž a žena navzájem darují úkonem, který je vlastní a vyhrazený manželům, naprosto není něco čistě biologického, ale týká se nejvnitřnějšího jádra lidské osoby jako takové. Uskutečňuje se opravdu lidským způsobem jenom tenkrát, když je začleněna do lásky, s jakou se muž a žena sobě navzájem až do smrti bezvýhradně zavazují.“ Sex s absencí bezvýhradné lásky podle církve degraduje samotnou jeho podstatu a slouží k sobeckému uspokojování na úkor druhé osoby, jejíž důstojnost je tím snižována. Druhý vatikánský koncil k tomu říká:
| „ | Skutky, jimiž manželé dosahují důvěrného a čistého sjednocení, jsou čestné a důstojné; jsou-li prováděny způsobem hodným člověka, vyjadřují a prohlubují vzájemné darování, jímž jeden druhého radostně a vděčně obohacuje. | “ |

## Umělá antikoncepce
Učení o morální závadnosti umělé antikoncepce vykrystalizovalo zejména v encyklice papeže Pavla VI. Humanae vitae v roce 1968. Odmítání antikoncepce církví je však starší (odsuzuje ji např. encyklika Pia XI. Casti connubii z roku 1930). Toto učení bylo ještě mnohokrát potvrzeno i Janem Pavlem II., zejména v jeho encyklice Evangelium vitae. V Humanae vitae se praví: „Stejně tak je vyloučen jakýkoliv zásah, který buď vzhledem k předvídanému manželskému styku, nebo při jeho uskutečňování, či v průběhu jeho přirozených následků zamýšlí jako cíl nebo jako prostředek znemožnit zplození života.“ Dovolenými způsoby regulace porodnosti jsou metody tzv. přirozeného plánování rodičovství: "Církev není v rozporu sama se sebou, když považuje za dovolené uchýlit se k využití neplodných údobí, zatímco odsuzuje jako vždy nedovolené užívat prostředků přímo namířených proti oplodnění, i když se to děje z důvodů, které se mohou zdát čestné a vážné. Oba způsoby jsou totiž podstatně odlišné. V prvním případě manželé oprávněně využívají přirozené dispozice. V druhém případě brání uplatnění přirozených pochodů.“ Od vydání Humanae vitae proběhlo ještě mnoho debat a vznikly i jiné interpretace zdůvodňující církevní nauku. Na těch se velmi podílel také papež Jan Pavel II., např. svými katechezemi na téma lásky v Božím plánu, které vyšly i knižně pod názvem Teologie těla.

## Masturbace
Masturbace je v tradici církve považována taktéž za hřích a tento názor stále platí. Podle církve se v projevech masturbace „vyhledává pohlavní rozkoš mimo pohlavní vztah požadovaný mravním řádem, totiž takový, který v souvislosti pravé lásky uskutečňuje plný smysl vzájemného sebedarování a lidského plození“.

## Homosexuální styk
Církev ostře rozlišuje mezi homosexualitou jako takovou a homosexuálním jednáním. Prohlašuje, že „homosexuální úkony jsou vždy nezřízené. Odporují přirozenému zákonu. Odlučují pohlavní úkon od předávání života. Nejsou plodem opravdového citového a pohlavního doplňování se. V žádném případě nemohou být schvalovány“. Samotnou homosexuální orientaci však církev považuje za nezaviněnou a tvrdí, že homosexuální osoby „mají být přijímány s úctou, soucitem a jemnocitem“ a je třeba se vůči nim „vyhnout jakémukoliv náznaku nespravedlivé diskriminace.“